# Риґоль (Августівський повіт)
Риґоль (пол. Rygol) — село в Польщі, у гміні Пласька Августівського повіту Підляського воєводства.
Населення — 123 особи (2011).
У 1975-1998 роках село належало до Сувальського воєводства.

## Демографія
Демографічна структура станом на 31 березня 2011 року:
|          | Загалом | Допрацездатний вік | Працездатний вік | Постпрацездатний вік |
| -------- | ------- | ------------------ | ---------------- | -------------------- |
| Чоловіки | 63      | 10                 | 40               | 13                   |
| Жінки    | 60      | 11                 | 25               | 24                   |
| Разом    | 123     | 21                 | 65               | 37                   |